# Carmel Budiardjo
Carmel Budiardjo (18 de junho de 1925 – Londres, 10 de julho de 2021) foi uma ativista de direitos humanos britânica, fundadora da organização Tapol, que recebeu o Prêmio Right Livelihood.

## Biografia
Nascida Carmel Brickman, provém de uma família judia de Londres, cujas crenças antifascistas influenciaram a sua orientação política de esquerda. Ela recebeu um diploma de bacharel em economia, em 1946, da Universidade de Londres, onde se tornou ativa na União Nacional dos Estudantes. Enquanto trabalhava em Praga para a União Internacional dos Estudantes, conheceu Suwondo 'Bud' Budiardjo, um oficial Indonésio do governo, com quem se casou em 1950. O casal mudou-se para a Indonésia, em 1951, e ela se tornou uma cidadã indonésia, em 1954. Trabalhou primeiro como tradutora para a agência indonésia de notícias Antara, na pesquisa de economia para o Ministério dos Negócios Estrangeiros, depois de estudar na Faculdade de Economia da Universidade da Indonésia e, em seguida, lecionou na Universidade Padjadjaran em Bandung e na Universidade Res Publica (agora Trisakti), em Jacarta.
Depois do general Suharto ter tomado o poder em 1965, o seu marido foi preso, passando doze anos na prisão. Ela foi detida, e, mais tarde, presa, em 1968, por três anos, e, em seguida, foi deportada para a Inglaterra aquando da sua libertação em 1971.
Ao voltar, fundou o Tapol para lutar pelos presos políticos, na Indonésia, que teve o seu nome a partir da abreviação de tahanan politik, ou "preso político" em indonésio. A organização expandiu as suas atividades, e foi fundamental na obtenção de informações sobre a atividade militar e violações de direitos humanos em Timor-Leste, invadido e ocupado pela Indonésia em 1975, bem como a Papua Ocidental e Achém. O Boletim Tapol foi uma importante fonte de informações sobre a situação dos direitos humanos na Indonésia, sob a Nova Ordem. É também autora de uma série de livros sobre direitos humanos e política na Indonésia. A organização permanece ativa, com Budiardjo ainda tendo um papel muito importante nas suas atividades.
Budiardjo morreu em 10 de julho de 2021, aos 96 anos de idade, em Londres.

## Distinções
- Prémio Right Livelihood (1995) pelo seu trabalho, sendo indicada pela Federação Internacional para Timor-Leste.[12]
- Prémio John Rumbiak Human Rights Defenders
- Insígnia da Ordem de Timor-Leste (30 de Agosto de 2009)[13]